# Ʉ
Der Buchstabe Ʉ (kleingeschrieben ʉ) ist ein Buchstabe des lateinischen Schriftsystems, bestehend aus einem U/u mit Querstrich. Der Buchstabe wird in Arhuaco, Badwe'e, Budu, Comanche (wo der Buchstabe als ə ausgesprochen wird), Mesem, Melpa und Sayula Popoluca verwendet. Der Kleinbuchstabe ʉ wird im internationalen phonetischen Alphabet für den gerundeten geschlossenen Zentralvokal verwendet.
Unicode enthält das Ʉ an den Codepunkten U+0244 (Großbuchstabe) und U+0289 (Kleinbuchstabe).